# Har Gilo
Har Gilo (en hebreu: הר גילה) és un assentament israelià que està organitzat com un assentament comunitari, està situat a uns 5 quilòmetres al sud de Jerusalem, i 2 quilòmetres a l'oest de Betlem, situat en els pujols septentrionals de l'Àrea de Judea i Samaria. La comunitat internacional considera que els assentaments israelians situats a la Cisjordània ocupada són il·legals segons el dret internacional, però el govern israelià no està d'acord amb això.

## Història
Degut a la ubicació estratègica de Har Gilo, els exèrcits otomà, britànic i jordà tenien bases militars en aquell indret. Després de la Guerra dels Sis Dies, al juny de 1967, es va establir una base de les Forces de Defensa d'Israel. L'assentament civil de Har Gilo es va establir durant la festivitat jueva de Hanukkà de l'any 1968. Har Gilo és considerat com una part del bloc d'assentaments de Gush Etzion. L'any 2007, Har Gilo tenia una població de 462 habitants. Segons l'ONG Pau Ara, Har Gilo trenca amb la contigüitat territorial de l'Estat de Palestina, i la seva proximitat a les poblacions palestines d'Al-Walaja i de Beit Jala, dificultarà la seva inclusió dins de les fronteres finals d'Israel. L'assentament es troba dins de la tanca de seguretat israeliana, Har Gilo va ser construït a principis de la dècada de 2000. La tanca de seguretat passa just per fora de l'assentament, i el separa dels llogarets palestins veïns.

## Dret internacional
Igual que tots els assentaments israelians que estan situats als territoris palestins ocupats per Israel, Har Gilo és considerat un assentament il·legal, en virtut del dret internacional, encara que l'administració israeliana ho nega. La comunitat internacional considera que els assentaments israelians violen la prohibició del Quart Conveni de Ginebra de traslladar a la població civil d'una potencia ocupant al territori ocupat. Israel qüestiona que el Quart Conveni de Ginebra s'apliqui als territoris palestins ocupats, ja que segons els funcionaris israelians, aquests no estaven legalment en mans d'una nació sobirana abans que Israel prengués el control sobre ells. Aquesta opinió ha estat rebutjada pel Tribunal Internacional de Justícia i pel Comitè Internacional de la Creu Roja.

## Geografia
Har Gilo està situat entre les poblacions palestines d'Al-Walaja i Beit Hala, al sud de la frontera amb Jerusalem, i al costat del cim de la Muntanya Gilo. L'escola de Har Gilo, està situada en el cim de la muntanya a 923 metres sobre el nivell del mar, té una vista panoràmica de tota la regió: al sud es troba la Muntanya Hebron, Herodium i Halhul. A l'est es troba el desert de la Judea, la Mar Morta i les muntanyes de Moab situades a Jordània. Al nord es troba Jerusalem, la tomba del profeta Samuel i les muntanyes de Samaria. A l'oest es troben el bosc de Jerusalem, les terres baixes de Judea, la zona de Tel-Aviv i el mar Mediterrani.

## Arqueologia
Les excavacions arqueològiques de 1998, van revelar les restes de dos edificis i una premsa de vi excavada en la roca, tots dos de l'Edat de ferro, estan datats entre els anys 586 i 539 abans de Crist. Altres fragments de ceràmica eren indicatius de l'activitat que va tenir lloc al jaciment, que data de principis del període islàmic.